# 迈略 (阿维拉省)
迈略，是西班牙卡斯蒂利亚-莱昂阿维拉省的一个市镇。 总面积65km2, 总人口636人（2001年），人口密度10人/km2。